# Sofia Falkovitch
Sofia Falkovitch, née le 23 mars 1980 à Moscou, est une cantatrice mezzo-soprano et une hazzan qui vit à Paris. Elle est la première et seule femme hazzan en France.
Elle est membre de l'European Cantors Association, première femme cantor de synagogue en Europe,. Son répertoire s'étend du baroque au classique, du romantisme aux compositions contemporaines.

## Biographie

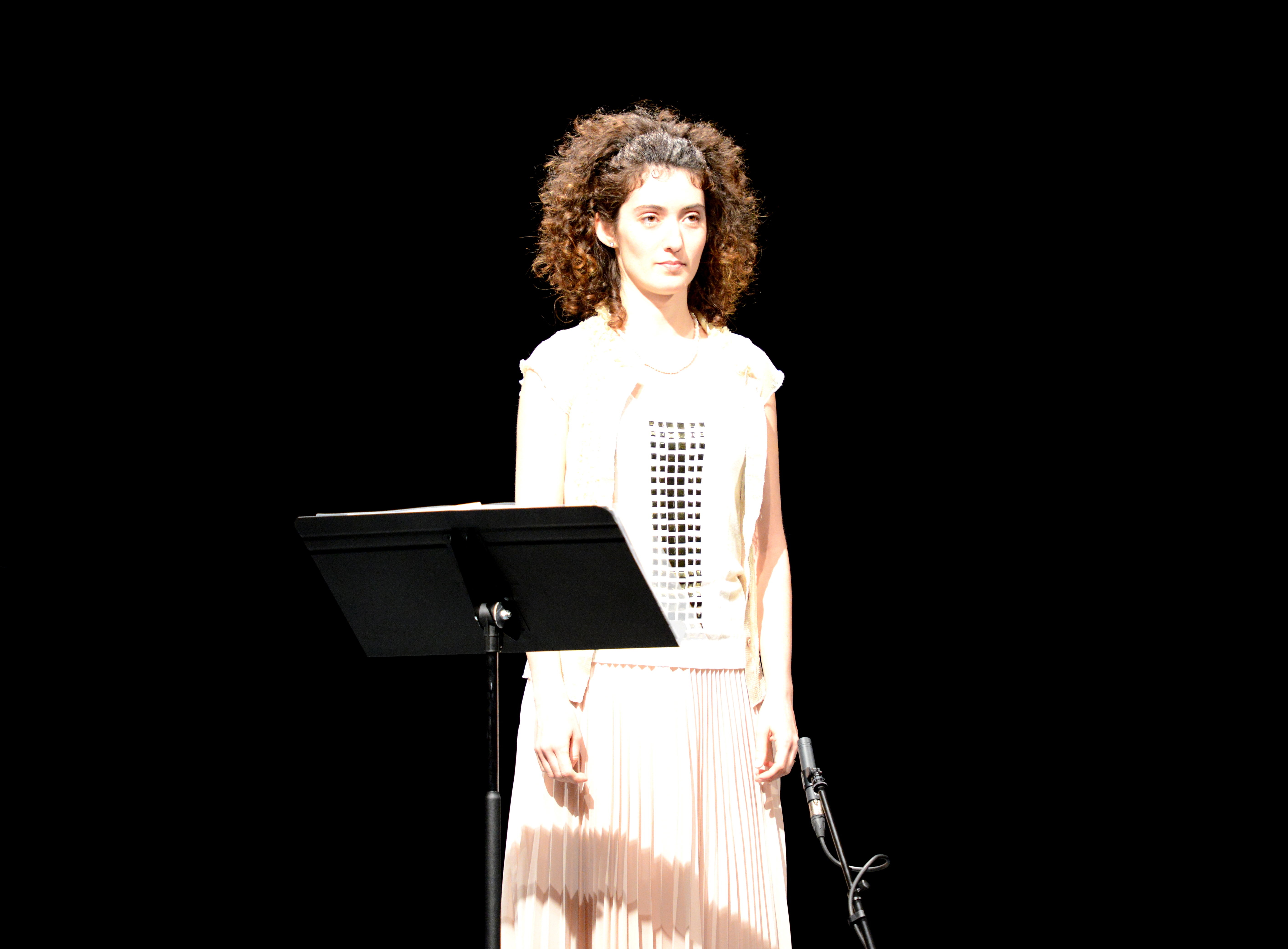
Sofia Falkovitch, octobre 2014.

### Jeunesse
Sofia Falkovitch est née à Moscou. Sa mère est artiste peintre. Son père dirige le théâtre dramatique Maria Iermolova de Moscou. Elle se passionne pour la chanson yiddish. Elle apprend le piano, la guitare et le violoncelle.
Après la chute de l'URSS, elle vit en 1990 (à 10 ans) dans un camp de réfugiés juifs à Berlin. Ses problèmes de bronchites chroniques disparaissent à l’adolescence, dès qu'elle commence à chanter dans la chorale de sa synagogue avant d’être promue en tant que soliste,

### Formation
A 14 ans, elle travaille sa voix avec Nino Sandow à l'Académie de musique Hanns Eisler,. Elle est encouragée par sa grand-mère, cantatrice soprano, étudiante de Nina Dorliak, l'épouse de Sviatoslav Richter.
A 17 ans , elle étudie d’abord à l’Université de Toronto, puis à partir de 2001 à l'Université Concordia de Montréal, se consacre pendant 10 ans à la musique,. Parallèlement, elle fait des études de beaux-arts (peinture) et de journalisme.
Sofia Falkovitch suit les cours de chant de Reine Décarie à l'École de musique Vincent-d'Indy, Madeleine Thériault (musique jazz et improvisation à l'École de musique Schulich,), Marina Levitt et Penina Schwartz à l'Académie de musique et de danse de Jérusalem, Verena Rein à l'Université des arts de Berlin,Theresa Brancaccio au Leigh et Henry Bienen School of Music de l’Université Northwestern.
Elle est polyglotte, elle parle couramment sept langues : le russe, l’allemand, le français, l’anglais, l’hébreu, l’espagnol et le yiddish. Sa pratique religieuse et ses traditions familiales l’amènent à se présenter, en 2009, au premier programme germano-israélien d'études cantoriales ouvert aux femmes, d'une durée de cinq ans. Elle reçoit une bourse d'études de la Fondation Ernst Ludwig Ehrlich (de), elle passe un an à la Debbie Friedman School of Sacred Music du Hebrew Union College-Jewish Institute of Religion avec comme professeur Eliyahu Schleifer, à l’Institut Steinsaltz (en) à Jérusalem. Le shabbat, elle chante dans la synagogue de la Oranienburger Strasse à Berlin. Elle est diplômée du Collège Abraham Geiger (de) de Berlin et de l'Université de Potsdam et rédige son mémoire de master sur Samuel Naumbourg et son influence sur la musique synagogale.

### Carrière

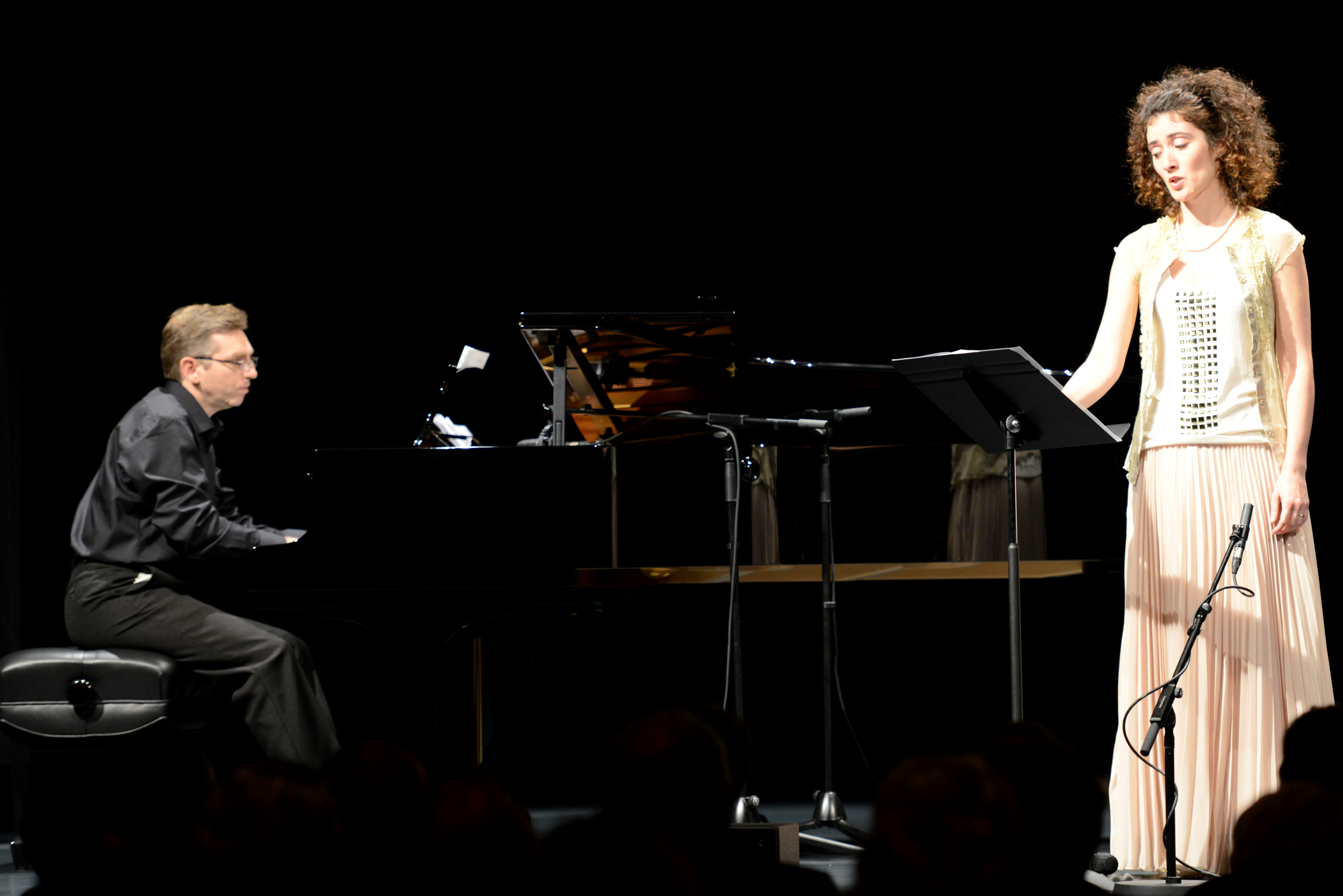
Sofia Falkovitch, octobre 2014

Elle est ordonnée le 2 septembre 2014 à Wroclaw, en même temps que son époux, Jonas Jacquelin, dont elle est désormais séparée,
Sur « La voix de la femme est nudité - Kol beischa erva » (Talmud de Babylone, Traité Berakhot 24a), Sofia Falkovitch soutient que « Dans le judaïsme cette interdiction n’existe pas. Il ne s’agit que d’une convention culturelle. Ses tenants s’appuient sur une citation talmudique qui n’est au départ qu’une opinion parmi d’autres et qui considère que la voix de la femme représente sa nudité et qui serait impudique de l’écouter chanter » « Il est futile et triste que l’on fasse cette séparation entre hommes et femmes au lieu de laisser chacun donner le meilleur de lui-même. On se prive d’une richesse. ».
Elle officie en tant que hazzan pour les fêtes de Tishri, à partir de 2010, dans des synagogues du mouvement réformé à Jérusalem, à Paris, au Luxembourg, Singapour, à Hambourg.
Elle effectue une tournée avec son programme "Rituels du désert". Elle participe à la production théâtrale en langue russe Franzuskie Strasti (2006), et collabore avec le théâtre "O !" à Montréal. Elle présente l'émission de télévision culturelle "Russian Hour" (2004) et travaille comme journaliste pour RTVi Overseas Media à New York (2005). Elle participe à des cérémonies en Israël (Massada), à Paris (Oratoire du Louvre, Église de la Madeleine, Union libérale Israélite de France, Journée internationale dédiée à la Mémoire des victimes de l’Holocauste du 27 janvier 2022 à l’UNESCO, Cathédrale d’Aix-la-Chapelle), à la Grande Mosquée de Strasbourg, à Berlin, aux États-Unis, au Canada et en Asie. Elle participe à la Journée européenne de la culture et du patrimoine juif à Fribourg, au Festival des musiques juives à Bruxelles, au Festival des Cultures juives à Paris.

## Récital et Théâtre
- 2006 : Franzuskie Strasti[13]

- 2007 : Tournée de cabaret avec son programme “Le Sacre du Désert”, un récital de chant yiddish[16],[13]
- 2008 : Participation au festival Klez Canada[13]
- 2008 : Finaliste du concours international de chant juif à Berlin[13]
- 2016 : Concert avec Alberto Mizrahi de chant traditionnel et hazanout à l’ Union libérale israélite de France à Paris[17]
- 2016 : Première du Dibbouk ou Entre-deux mondes au Théâtre national populaire à Villeurbanne[18].
- 2016 : Récital de Sofia Falkovitch accompagnée d’un orchestre de chambre organisé par l’Organisation internationale des femmes sionistes  au Musée d’Art et d’Histoire du judaïsme de Paris[15]
- 2019 : Réparer le verre brisé, Concert commémoratif de la Kristallnacht, Commémoration et d’espoir, dans la Loop Synagogue à Chicago[19]
- 2019 : l’Empreinte d’un geste. Pilpoul à trois temps au Musée d’Art et d’Histoire du judaïsme à Paris[20]
- 2020 : Récital de Sofia Falkovitch avec le grand Chœur juif de Moscou à l’Union libérale israélite de France à Paris[21]
- 2020 : Réparer le verre brisé, Concert commémoratif de la Kristallnacht, Commémoration et d’espoir. au Théâtre Déjazet à Paris [22]:
- 2020 : Tournée du 31 mai au 7 juin aux États-Unis[6]
- 2020 : Récital au Théâtre du Complexe Culturel Sidi Belyiout à Casablanca au Maroc[6].
- 2021 : Guilgoul « Métamorphose d’un nom » au Théâtre du Gymnase[6].
- 2021 : Sœurs d'âme : Quand les mélodies liturgiques ashkénazes et séfarades s'entremêlent... avec Françoise Atlan à l’Espace culturel et universitaire juif d'Europe[23]
- 2021 : Un recital autour de Pauline Viardot au Festival d’art lyrique de Jérusalem[24]
- 2021 : Tournée  de Sofia Falkovitch avec l’ensemble Klezmer Shoshana  dans les synagogues et églises en Allemagne notamment à Hambourg et Erfurt[25],[26].

## Filmographie

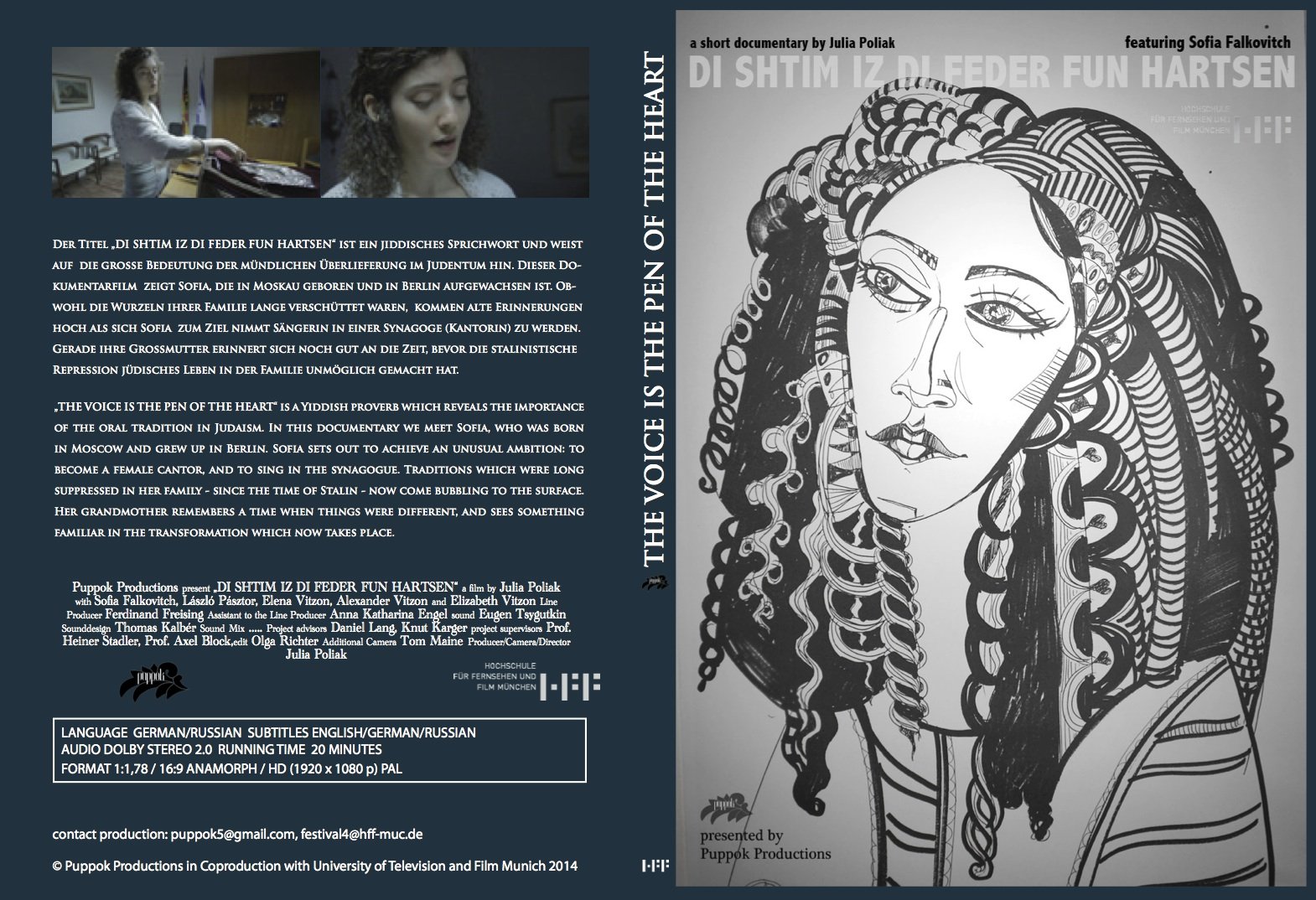
Couverture du DVD Di Shtim iz di Feder fun Hartsen.

- Pendant deux ans, Sofia Falkovitch est suivie par la caméra et il en résulte en 2014, le film documentaire "Di Shtim iz di Feder fun Hartsen" ("La voix est la plume du cœur") de Julia Poliak, Puppok Productions, en coproduction avec la Hochschule für Fernsehen und Film de Munich.
- 2017 : Le géographe manuel II - Socrate pour prendre congé film de Michel Sumpf[27].
- 2021 : Cantor Sofia Falkovitch « Six moments de la liturgie juive » chez Allegro HD[6]

## Discographie
Un CD intitulé Chants Hébraïques et chants d'amour est sorti en 2017 chez Calliope Records avec des œuvres de Bizet, Fauré, Rimski-Korsakov et Ravel, enregistré avec l'orchestre de chambre Les Illuminations sous la direction de Gabriel Bourgoin. Primé 5 étoiles chez Classica, Diapason, Pizzicato,.
Un CD intitulé La Voix de l’Héritage Sacré est sorti en 2019 chez Calliope Records. Il présente des chants, des prières et des psaumes des grands compositeurs de musique synagogale originaires de l'Europe d'avant-guerre et des États-Unis (Lewandowski, Naumbourg, Alter, Jules Franck),.
Un CD intitulé “Soeurs d'Âme Soul Sisters” sort en 2023, avec des chants et des prières dont elle a composé certaines musiques, avec la collaboration de Françoise Atlan. Label Indesens Calliope.